# Giant Steps (brano musicale)
Giant Steps è una delle composizioni più celebri ed eseguite tra quelle composte dal sassofonista jazz John Coltrane. È la title track dell'omonimo album del 1960.

## Il brano
La composizione contiene una rapida progressione degli accordi con salti fra tonalità a distanza di terza maggiore, creando un triangolo armonico. Il titolo Giant Steps ("passi da gigante") è a doppio senso. Coltrane allude non solo alle scoperte che va facendo di giorno in giorno, ma anche ai "salti" che l'improvvisatore deve affrontare di continuo durante l'esecuzione del brano omonimo. L'assillo del bebop è sempre stato quello di affrontare le difficoltà del giro armonico. La difficoltà principale consiste nella modulazione da una tonalità all'altra. Il salto più ostico è quello fra tonalità a distanza di terza maggiore: ad esempio Si e Re# (pensato enarmonicamente come Mib), oppure Si e Sol, oppure Mib e Sol. Le tre tonalità maggiori citate sono proprio quelle che si alternano in Giant Steps. Esse sono alla stessa distanza tra loro, come i vertici di un triangolo equilatero. Il giro armonico di Giant Steps passa di continuo e velocemente dall'una all'altra, sia in un senso (Si - Sol - Mi bemolle) che nell'altro (Sol - Mi bemolle - Si), questo pone l'improvvisatore ad adattarsi ad una ricercata elasticità di pensiero esecutiva e musicale, nel passaggio da una tonalità all'altra. Le tre tonalità sono collegate tra loro utilizzando le cadenze costruite sull'accordo di settima di dominante. In questo modo il salto tra la tonalità di si maggiore e quella di sol maggiore, che si trovano alla distanza di un intervallo di sesta minore , è ridotto. Infatti dopo l'accordo di si maggiore, per cadere in sol maggiore, viene usato l'accordo di re settima, cioè l'accordo di settima di dominante che cade sull'accordo di sol maggiore. Allo stesso modo, per passare dall'accordo di sol maggiore a quello di mi bemolle maggiore bisogna passare all'accordo intermedio di si bemolle settima, cadenza per il mi bemolle maggiore. In questo modo si comprende che il "giant step" è quello che intercorre tra l'accordo di si maggiore e quello di re settima, cadenza per il sol maggiore. Si tratta di un intervallo armonico di terza minore: si maggiore - re settima. A questo punto è comprensibile che il sistema usato da Coltrane per costruire il proprio triangolo armonico deriva dalle sostituzioni dei tritoni. Infatti il tipico turnaround C - A-7 - D7 - G7 può essere sostituito così: C - Eb7 - Ab7 - Db7. Ciò significa che l'intervallo armonico di terza minore era già usato. Coltrane lo ha sviluppato nel modo descritto per collegare le tre tonalità di si, mi bemolle e sol maggiore.
Il ciclo degli accordi di Giant Steps può anche essere pensato come un "tournaround", o una modulazione. Infatti questo giro armonico può essere utilizzato come sostituzione del normale II-V-I. Ecco la spiegazione. Il tipico II-V-I (es: Re minore - Sol settima - Do settima maggiore) viene così sostituito (due accordi per misura): Re minore, Mi bemolle settima - La bemolle settima maggiore, Si settima - Mi settima maggiore, Sol settima - Do settima maggiore.

### Registrazione
La registrazione originale vede Coltrane (sax tenore), Paul Chambers (contrabbasso), Tommy Flanagan (piano), e Art Taylor (batteria). John Coltrane era famoso per la sua abitudine di arrivare in studio con in mente brani mai provati prima, e Giant Steps, con tutta la sua complessità armonica, fu uno di quelli. In alcune take alternative, Cedar Walton è al pianoforte, non eseguendo assolo e suonando in tempo più rallentato rispetto alla take con Flanagan.

### Progressione degli accordi
Il sassofonista aveva già utilizzato in precedenza questa tecnica nell'album Blue Train per le tracce Moment's Notice e Lazy Bird. Coltrane continuò in questa vena in un'altra registrazione con Cannonball Adderley dello standard Limehouse Blues e nella sua Fifth House. Egli continuò a usare questo approccio musicale anche in altri pezzi, come Countdown, basato su Tune Up di Miles Davis; 26-2 basata su Confirmation di Charlie Parker; e una riarmonizzazione dello standard jazz Body and Soul. Brani quali Naima e Like Sonny mostrano anch'essi somiglianze armoniche con Giant Steps. Coltrane continuò ad applicare simili concetti nei suoi assolo durante il periodo modale più "free". A Love Supreme contiene esempi di frasi musicali basate sui cicli armonici di Giant Steps, creando un effetto politonale.
Detta progressione continua a stimolare il concetto armonico nel jazz contemporaneo. Esistono diversi tipi di approccio all'assolo in una canzone. Mentre Coltrane prediligeva l'arpeggio sugli accordi, altri esecutori ricorrono a differenti trucchi e pattern per far risaltare il suono degli accordi.

## Interpretazioni e cover
La progressione di accordi del brano fu in seguito utilizzata da Freddie Hubbard come base per la sua composizione Dear John. Altre reinterpretazioni di Giant Steps sono state incise da artisti quali Michael Brecker, Bob Mintzer, Rahsaan Roland Kirk, Pat Metheny, Buddy Rich, Jaco Pastorius, Mike Stern, Greg Howe, Tommy Flanagan, McCoy Tyner, Kenny Werner, Kenny Garrett, Woody Herman, New York Voices, Taylor Eigsti, Leroy Jenkins, Gary Bartz, Chaka Khan, e Joey Alexander.